# Ende gut, alles gut

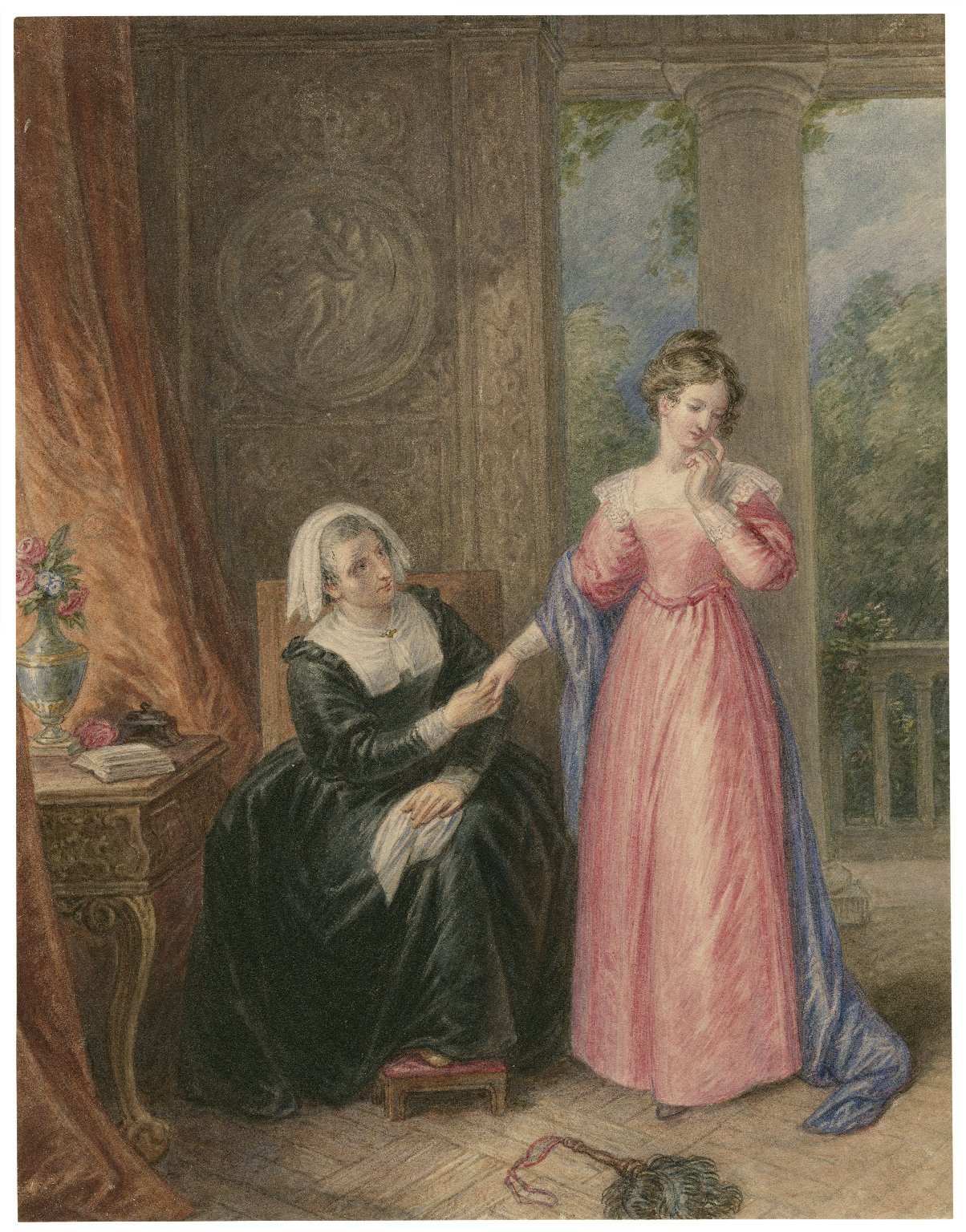
Helena und die Gräfin, Akt I, Szene iii, Aquarell von John Masey Wright

Ende gut, alles gut (frühneuenglisch All’s Well, that Ends Well) ist ein Stück von William Shakespeare, das vermutlich zwischen 1601 und 1603 entstanden ist. Als Lustspiel kann es nicht eindeutig der Gattung der Komödie zugeordnet werden und wird daher allgemein als problem play (Problemstück) oder als dark comedy (dunkle Komödie) bezeichnet. Die literarische Vorlage lieferte eine Novelle aus Boccaccios Decamerone (3. Tag, 9. Geschichte).

## Handlung

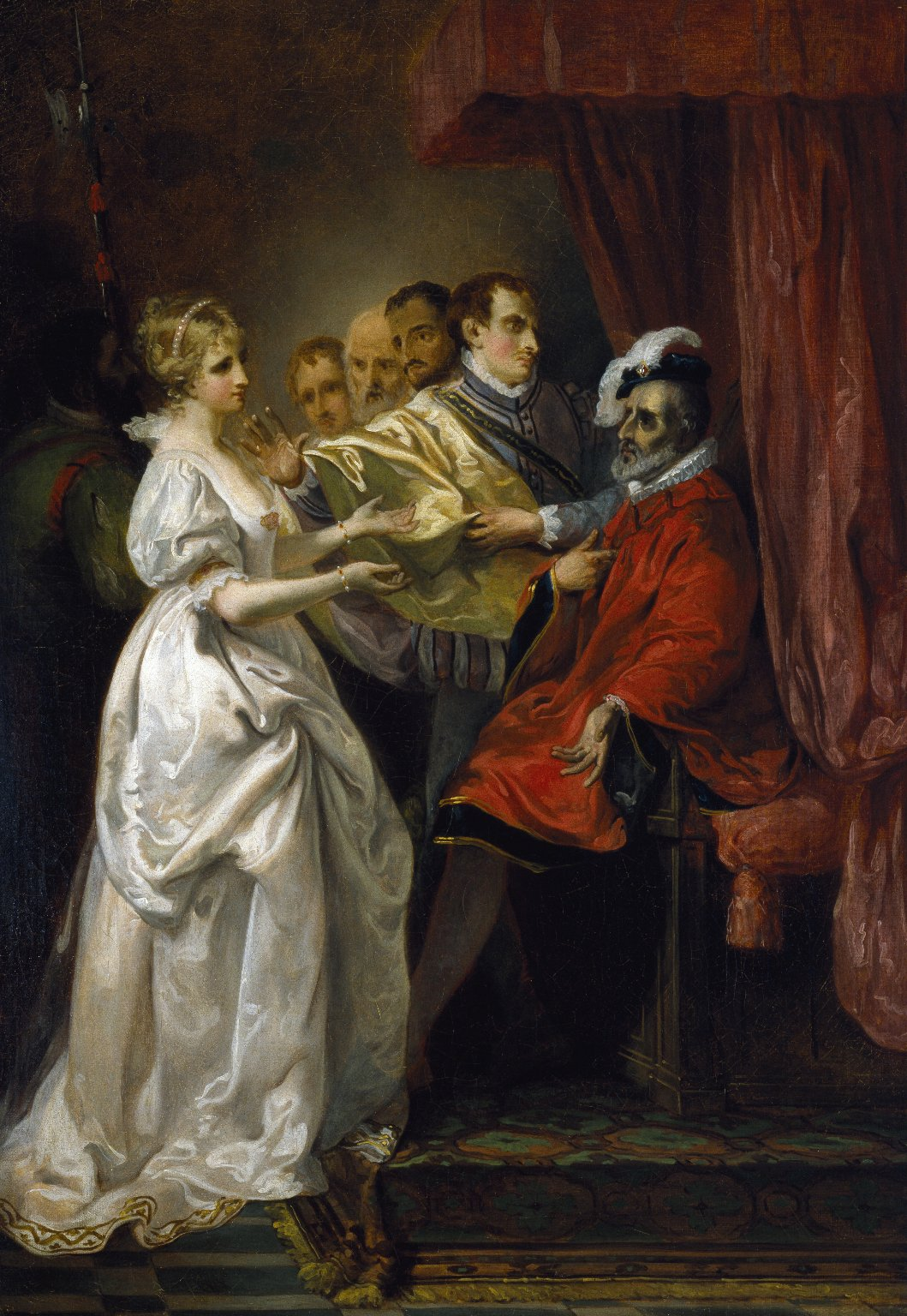
Helena und Graf Bertram vor dem französischen König, Akt II, Szene iii, Ölgemälde von Francis Wheatley (1793)

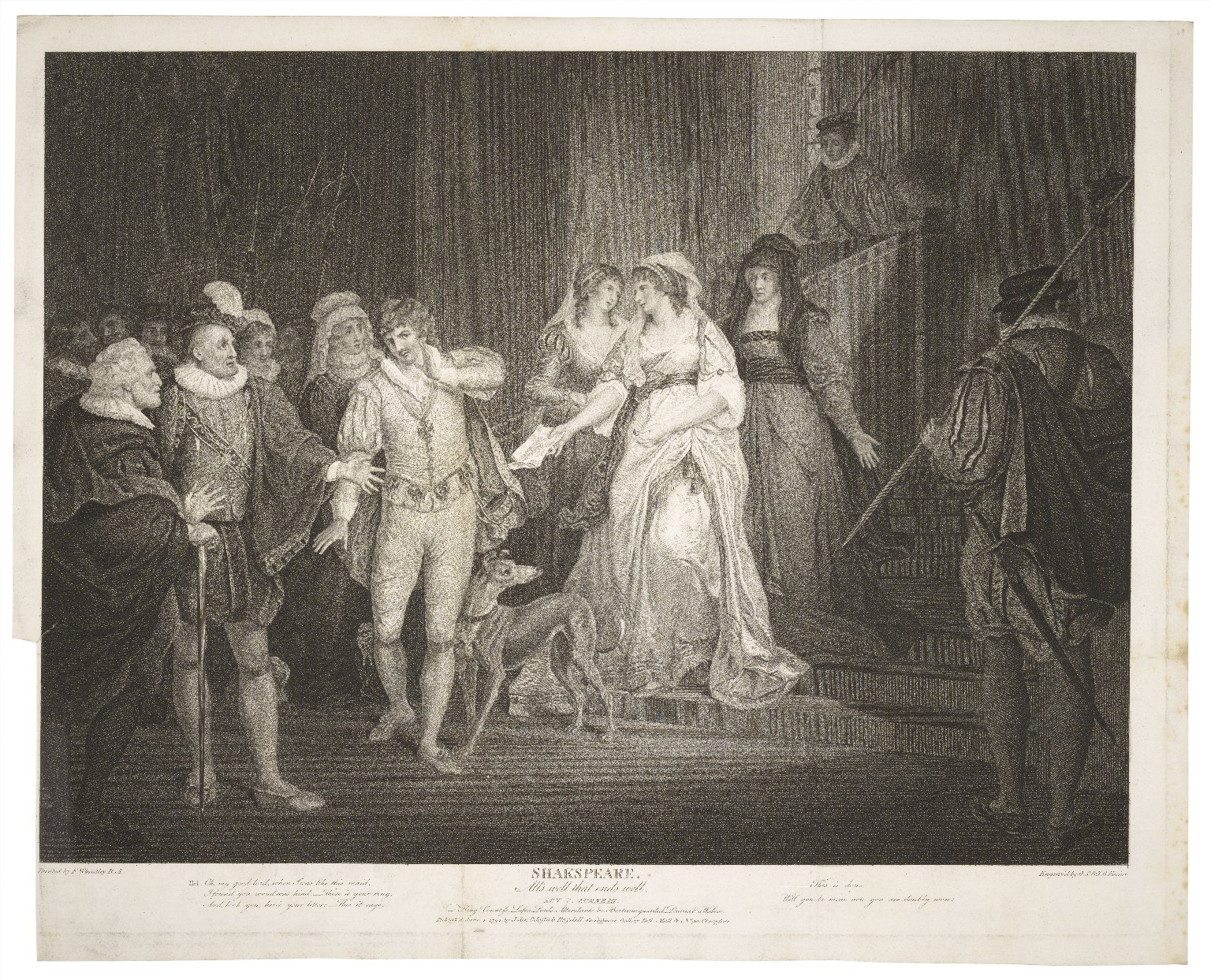
Druckbild der Schlussszene von George Sigmund Facius, 1794

Helena, die verwaiste Tochter eines Arztes, ist das Mündel der Gräfin von Roussillon (Rossillion) und hat sich unsterblich in deren Sohn, den jungen Grafen Bertram, verliebt. Dieser aber fühlt sich ganz und gar nicht zu Helena hingezogen, die obendrein nicht adlig und damit für ihn ebenbürtig ist. Er verfolgt derzeit nur das Ziel, nach Paris zum Hofe des Königs von Frankreich zu gelangen, um diesem als Soldat in der Toskana zu dienen, und verlässt Roussillon. Helena macht sich nach seiner Abreise ebenfalls zum Hof des Königs in Paris auf.
Dort erklärt sie dem todkranken König, dass sie von ihrem Vater ein Heilmittel habe, durch welches der König geheilt werden könne. Der König lässt sich nach einigem Zögern auf einen Behandlungsversuch ein, zumal Helena als Pfand für einen Misserfolg den Verlust ihrer Ehre als Frau einsetzt. Er verfügt jedoch Helenas Tod als Strafe, falls die Behandlung fehlschlage. Helena verlangt daraufhin von ihm im Erfolgsfall als Belohnung, dass sie sich ihren Bräutigam aus dem Gefolge des Königs selbst aussuchen dürfe. Tatsächlich gelingt es Helena auf wundersame Weise, den sterbenskranken König zu heilen, und sie wählt Bertram als ihren Gemahl. Dieser hingegen sträubt sich zunächst gegen eine Eheschließung, mit der Begründung, Helena sei nicht von seinem Stande, muss sich jedoch schließlich dem Willen des Königs fügen und wird mit ihr verheiratet.
Wenn Bertram auch die Schließung der Ehe nicht vermeiden konnte, so will er doch wenigstens ihren Vollzug verhindern. Deshalb verlässt er heimlich das Land und zieht nach Italien in den Krieg. In einem Brief schreibt er Helena, dass er sie erst als Ehefrau anerkennen werde, wenn sie seinen Ring (ein kostbares Erbstück, das er am Finger hat) trägt und ein Kind vorweist, dessen Vater er ist, das heißt also überhaupt nicht.
Bertram zeichnet sich im florentinischen Kriegsdienst aus, während sein Freund und Begleiter Parolles, ein windiger Aufschneider, als Feigling und Verräter entlarvt wird. Helena, die in ihrer Heimat als tot gilt, folgt Bertram nach Florenz, und lebt im Hause einer Witwe, deren Tochter Diana von Bertram heiß umworben wird, der sie verführen und zu seiner Geliebten machen will.
Helena schmiedet nun gemeinsam mit Dianas Mutter einen Plan, um die Bedingungen ihrer Anerkennung als Ehefrau zu erfüllen: Diana soll sich von Bertram seinen Ring geben lassen für das Versprechen, sich nachts mit ihm in ihrem Schlafzimmer zu treffen; dort jedoch soll statt ihrer Helena auf ihn warten. Tatsächlich erhält Diana für die Zusage, dass Bertram in der Nacht in ihr Zimmer kommen darf, seinen Ring. Bei dem nächtlichen Zusammensein nimmt Helena dann wie geplant die Stelle Dianas ein und schläft mit Bertram, der die Täuschung nicht erkennt. Als Liebespfand schenkt sie Bertram einen Ring, den sie von dem König in Paris erhalten hat.
Als Bertram die Nachricht erhält, Helena sei in einem Kloster gestorben, kehrt er nach Frankreich zurück, um seine Verheiratung mit einer ebenbürtigen Frau zu betreiben. In Roussillon erlebt er jedoch eine Überraschung nach der anderen. Der König lässt ihn verhaften, da er den Ring, das königliche Geschenk an seine Heilerin Helena, in seinem Gewahrsam hat, die Herkunft aber nicht zufriedenstellend erklären kann. Anschließend wird er in Gegenwart des Königs mit Diana konfrontiert, der er in Florenz versprochen hatte, sie nach dem Tode seiner Ehefrau zu heiraten. Schließlich erscheinen auch Dianas Mutter und Helena, die ihm mitteilt, dass sie seine Bedingungen für ihre Anerkennung als Ehefrau nunmehr erfüllt: sie trägt seinen Ring und erwartet ein Kind von ihm. Bertram nimmt die Rolle des Ehemanns an und verspricht, Helena für immer und ewig von Herzen zu lieben.

## Literarische Vorlagen und kulturelle Bezüge

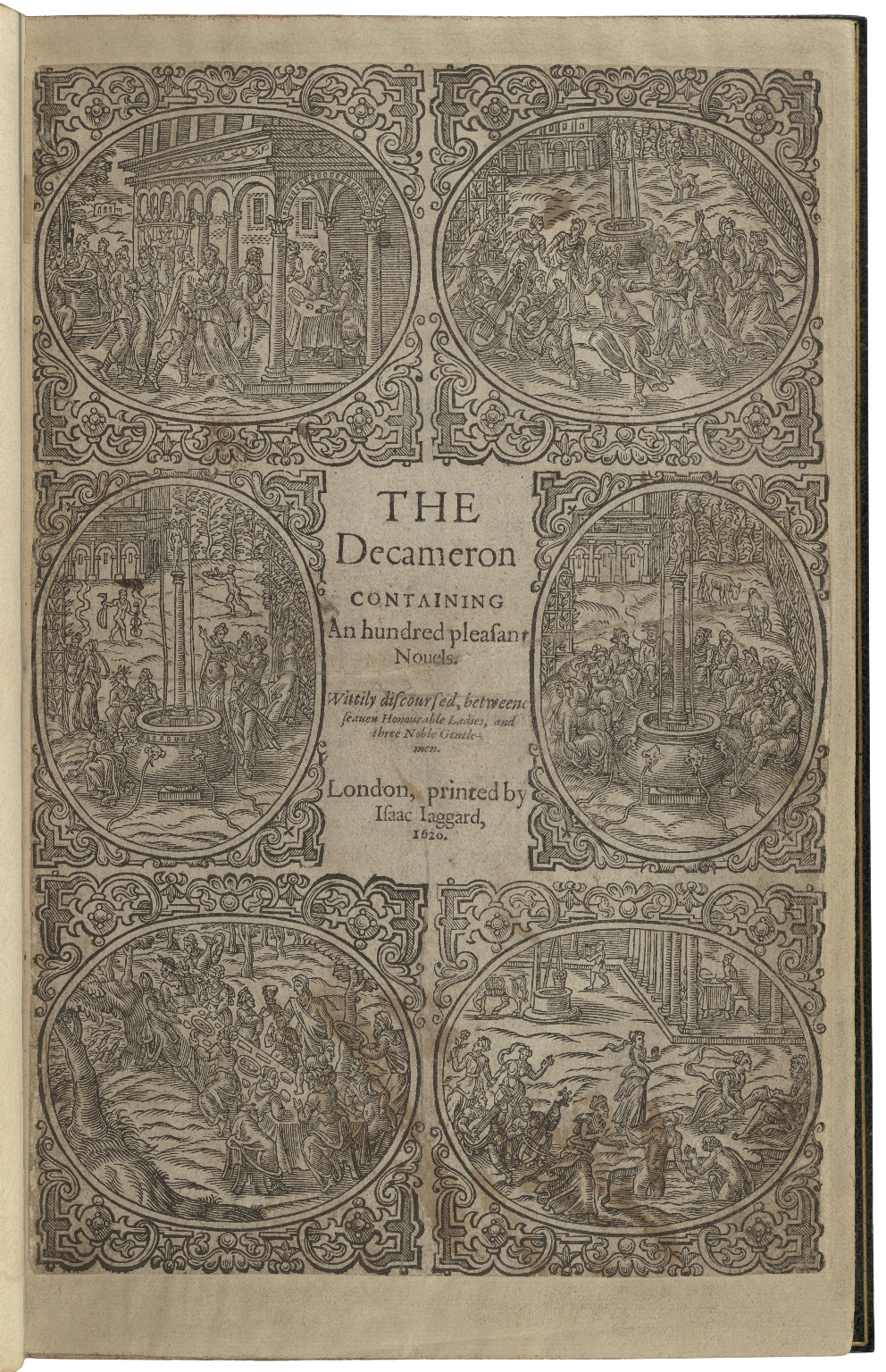
Titelseite der englischen Druckausgabe von Boccaccios Decamerone, gedruckt von Isaac Jaggard 1620

Als Vorlage für die Dramenhandlung diente Shakespeare die Geschichte der Giletta von Narbonne in Giovanni Boccaccios Novellensammlung Decamerone (3. Tag, 9. Geschichte). In Boccaccios Erzählung sind die wundersame Heilung des Königs und der Tausch der Bettpartnerinnen die wesentlichen Handlungsmomente. Mit dem Motiv der magischen Heilung des kranken Königs, der verstoßenen Ehefrau und der Erfüllung einer scheinbar unlösbaren Aufgabe durch ein kluges Mädchen oder dem Sieg der Frauenlist über den Männerwillen greift Boccaccio dabei selber Motive und Elemente der mündlichen Erzähltradition auf, die in Märchen und Sagen in der ganzen Welt verbreitet sind.
Shakespeare kannte die Geschichte der Giletta von Narbonne entweder aus der englischen Übersetzung von William Painters The Palace of Pleasure (1566/67) oder aus der französischen Fassung des Antoine de Maçon, wie dies Namensformen wie Senois nahelegen. Anregungen für die Figur der heilkundigen Frau fand Shakespeare nicht nur in der elisabethanischen Realität, sondern möglicherweise auch in dem historischen Vorbild der Christine de Pizan, deren Geschichte 1489 von William Caxton, dem ersten englischen Buchdrucker, herausgegeben wurde.
Der Handlungsverlauf in Shakespeares Stück folgt weitgehend der Vorlage von Boccaccio ohne größere Änderungen, mit Ausnahme der Komplizierung und Zuspitzung des Schlussteils mit seiner Sequenz von überraschenden Wendungen. Während in der Quelle die Hauptfiguren, die Heldin, der Mann und der König einfache Märchenfiguren darstellen, werden sie in Shakespeares Werk zu komplexen und ambivalenten Charakteren erweitert. In Boccaccios Decamerone bleibt Beltramo weitgehend ohne Schuld; Shakespeare hingegen entwickelt seinen Protagonisten zu der Charakterstudie eines jungen Mannes, der sich immer tiefer in Fehler und Schuld verstrickt. In der Vorlage Boccaccios ist Giletta als reiche Erbin für Beltramo gesellschaftlich standesgemäß; als Frau weiß sie genau, was sie tut. Shakespeares Helena ist dagegen von niederer Herkunft, da Ärzte zu der Zeit kein hohes soziales Ansehen hatten. Im Haushalt der Gräfin von Roussillon nimmt sie eine eher dienerähnliche Stellung ein, wenngleich sie als Pflegetochter angenommen wird. Sie zeigt sich in Shakespeares Stück daher anfangs voller Demut; ihre Unternehmungen sind ein Wagnis mit ungewissem Ausgang. Sie ordnet ihren Verstand dem Gefühl der Liebe unter und wagt auf dieser Basis das scheinbar Unmögliche. Charaktere wie die alte Gräfin von Roussillon, der Miles Gloriosus Parolles und der erfahrene Hofmann Lafew (Lafeu) und der Narr Lavatch, die in der Handlung zwar keine wichtige Funktion haben, jedoch in den Dialogen eine größere Rolle spielen, werden als Figuren von Shakespeare neu geschaffen.
Das Motiv des bed-trick, das sich bereits in Boccaccios Novelle findet und von Shakespeare auch in Measure for Measure genutzt wird, war nicht nur in der damaligen mündlichen Erzähltradition und der italienischen Novellenliteratur verbreitet, sondern hat seine Vorläufer schon im Alten Testament (Genesis 38) sowie im Amphitruo des römischen Dichters Plautus.

## Deutungsaspekte
Für eine Komödie nahezu gattungsverletzend wird All’s Well That Ends Well über weite Strecken von dem Motiv des Todes überschattet. Zu Beginn der eigentlichen Handlung sind die Väter von Helena und Bertram gerade verstorben; die Reise Bertrams an den Hof des Königs empfindet seine Mutter wie einen zweiten Gattenverlust. Für die handelnden Figuren steht auch das Dramenende im Schatten des vermeintlichen Todes von Helena, da nur die Zuschauer wissen, dass sie noch lebt. Durch diese Todesthematik macht Shakespeare Ende gut, alles gut offenkundig zu einer dark comedy.
Die Handlung des Stückes scheint aus zwei Teilen zu bestehen: Der wundersamen Heilung des Königs folgt die Erfüllung der von Bertram gestellten, anscheinend unlösbaren Aufgabe. Shakespeare stellt die Handlungseinheit dadurch sicher, dass Helena bereits zu Beginn in Bertram verliebt ist und nicht nur nach Paris zieht, um den König zu heilen, sondern ebenso, um in der Nähe Bertrams zu sein. Zunächst kann sie sich noch nicht sicher sein, dass ihr der König als Lohn für seine erfolgreiche Behandlung die Möglichkeit einräumen wird, sich einen Ehepartner ihrer Wahl auszusuchen. Shakespeare nutzt dabei die Inversion eines alten Märchenmotivs.
Nach der Wahl Bertrams als Ehegatten bleibt Helena die treibende Kraft, während Bertrams Rolle sich reaktiv auf Ablehnung und Flucht beschränkt. In dieser Hinsicht kann das dramatische Geschehen im Gegensatz zu früheren Komödien Shakespeares durchaus als einsträngig angesehen werden. Auch die Nebenhandlung der Entlarvung des Parolles erfolgt von den Offizieren ausdrücklich zum Zwecke der Aufklärung Bertrams über den wahren Charakter seines Begleiters. Die in anderen Komödien Shakespeares übliche begleitende Illustration der Haupthandlung durch Neben- oder Parallelhandlungen wird hier von Kommentatorfiguren wie dem König, Lafeu oder der Gräfin von Roussillon übernommen.
Um Helena aufgrund ihrer dominanten Stellung als Heldin nicht dem Vorwurf des husband-hunting (dt. „Männerfangs“) auszusetzen, wird sie nicht nur als mutvoll und voller Eigeninitiative gezeichnet, sondern gleichermaßen als bescheiden, demütig oder respektvoll und lernwillig charakterisiert. Obwohl die Gräfin von Roussillon sie bereits zu Beginn des Stückes als Tochter adoptieren will und damit den Standesunterschied aufheben würde, ist Helena dennoch von Anfang an bewusst, dass trotz ihrer Liebe zu Bertram ihre niedere Herkunft ein Ehehindernis darstellt.
Sie behandelt den König, ohne vorab eine Belohnung zu verlangen, und setzt sogar als Pfand für einen möglichen Misserfolg ihr eigenes Leben und ihre Ehre als Frau ein. Aufgrund der Ernsthaftigkeit und Schwere des Leidens, das Shakespeare gegenüber seiner Vorlage intensiviert hat, wird die wundersame Heilung des todkranken Königs von allen Beteiligten als Werk des Himmels gesehen. Das bedeutet, dass Helena für die Wahl ihres Mannes nicht nur die königliche Erlaubnis, sondern auch die göttliche Zustimmung hat.
Als Bertram nicht willens ist, sie als Ehefrau zu akzeptieren, und in den Krieg nach Italien zieht, um nicht mit ihr zusammenleben zu müssen, ist sie sofort zum Verzicht bereit und begibt sich auf eine längere Pilgerfahrt. Auf diese Weise will sie ihm die Rückkehr aus der Kriegsgefahr ermöglichen. Trotz des Einverständnisses des Königs, Lafeus, der Gräfin und anderer bleibt dennoch ein Rest von Unbehagens aufseiten der Zuschauer, insbesondere bei jenen mit patriarchalischen Wertvorstellungen.
Shakespeares Anlage der Figur der Helena ist zwiespältig: Sie verhält sich zugleich aktiv und passiv, fordernd und demütig, zielstrebig und gehorsam abwartend. Auffällig ist zudem ihre frühe spekulative Überlegung im Gespräch mit Parolles darüber, wie es für sie möglich sei to lose [her virginity] to her own liking (dt.: „ihr [Jungfrauentum] nach eigenem Wohlgefallen zu verlieren“, I,i, 140).
Die scheinbar unmöglichen Bedingungen, die Bertram für die Annahme Helenas als Ehefrau stellt, sind nur mittels des bed-tricks zu erfüllen. Die Lösung, der heimliche nächtliche Platztausch mit Diana, mit der Bertram schlafen will, ist in der Literatur als clever wench-Motiv bekannt, kann in Shakespeares Stück jedoch nicht einfach negativ gegen Helena ausgelegt werden, da ihr Mann dieses Verhalten selber provoziert hat. Zudem ist sie rechtsgültig mit Bertram verheiratet und begeht daher keine Sünde; stattdessen bewahrt sie ihren Mann durch diesen Tausch davor, Ehebruch zu begehen.
Zwar fädelt Helena diesen bed-trick selbst ein, ohne eine männliche Autorisierung für die Intrige zu haben, wie sie etwa Isabella in Measure for Measure hat; ihr Plan wird jedoch zumindest von Diana, die von Bertram stürmisch umworben wird, und deren Mutter moralisch für unbedenklich gehalten. Außerdem leidet Helena darunter, dass Bertram von ihrem verschmähten Körper nur deshalb sweet use macht, weil er sie mit einer anderen Geliebten verwechselt. Dessen ungeachtet ist sie auf diese Weise in der Lage, den Konflikt zu ihren Gunsten zu lösen.
Die Charakterzeichnung Bertrams weist ähnliche Probleme auf. Einerseits setzt das dramatische Geschehen ihn unverkennbar ins Unrecht, andererseits wäre er zumindest für die zeitgenössischen Rezipienten als schlechter Mensch kein angemessener Partner für Helena als Heldin. Eingeführt als junger Mann aus gutem Hause erwartet der französische König viel von ihm. Er will sich jedoch nicht von dem König gegen seinen Willen zu einer Ehe zwingen lassen, obwohl er dessen Mündel ist. Sein Verhalten wird insofern verständlich, als auch zu Zeiten der arrangierten Ehen im Adel der free consent, d. h. die Übereinstimmung aus freiem Willen, eine der Grundvoraussetzungen für eine rechtsgültige Eheschließung war. So konnte im elisabethanischen England eine vom Monarchen angeordnete Eheschließung vom Mündel aus Standesgründen durchaus abgelehnt werden. Shakespeare verhindert diese naheliegende Möglichkeit einer Verweigerung der Ehe in seinem Stück durch das Angebot des Königs, Helena eine angemessene Aussteuer zu schenken und sie in den Adelsstand zu erheben.
Dennoch bleibt Bertrams Weigerung, unvermittelt mit einer Frau verheiratet zu werden, an deren Auswahl er selber nicht beteiligt war, in gewisser Weise verständlich. Mit seiner heimlichen Flucht vom Königshof in Paris setzt er sich einer Bewährungsprobe als Soldat aus, die er dermaßen erfolgreich besteht, dass ihm das Kommando über die Florentiner Reiterei übertragen wird. Den Sieg auf dem Schlachtfeld möchte Bertram nun durch den Triumph in der Liebe ausbauen. Aus diesem Grund macht er Diana Avancen, wobei er sich selber keine Illusionen über seine sexuellen Motive macht und ausdrücklich von seinen dark desires spricht. Obwohl er Diana die Ehe verspricht für den Fall des Todes von Helena, verlässt er Florenz sofort nach der nächtlichen Zusammenkunft. Seine sexuelle Initiation hat Bertram daher nur in sehr oberflächlicher, negativer Weise erfüllt; seiner Ehre im Krieg steht derart seine erotische Schande gegenüber.
Die charakterlichen Fehler Bertrams werden im Stück von verschiedenen Figuren auf den schädlichen Einfluss seines Begleiters, des Miles Gloriosus Parolles, zurückgeführt. Dieser wird als Frauenfeind und Verfechter einer Bewährung des Mannes im Kampf dargestellt; seine Heldentaten beschränken sich jedoch, wie bereits sein Name („Wortemacher“) signalisiert, auf bloße Worte. Der erfahrene Lafeu durchschaut ihn sofort am Hofe und Bertrams Freunde arrangieren seine Entlarvung in Italien, um Bertram die Augen zu öffnen. Zeigt sich Helena als eine Art guter Engel des Helden, so verkörpert Parolles demgegenüber eine Art von vice (dt. Laster). Strukturell hat Parolles eine ähnliche Funktion wie Falstaff; allerdings fehlt ihm dessen positive Ausstrahlung des Anarchischen und Lebensfrohen.
Trotz der Blamage des Prahlhanses und feigen Zynikers in dem vorgetäuschten Verhör durch den Feind ist Bertram davon zunächst wenig beeindruckt; er muss erst Schritt für Schritt dazu gezwungen werden, sich selbst den Spiegel vor Augen zu halten. Dies geschieht in der Gerichtsszene vor dem König, die als solche in den literarischen Vorlagen Shakespeares nicht enthalten ist und von ihm hinzugefügt wurde. Offensichtlich hielt Shakespeare diese Erweiterung gegenüber seinen Vorlagen dramaturgisch für notwendig, um die Selbsterkenntnis von Bertram in plausibler oder nachvollziehbarer Weise auszulösen. Dennoch ist die im Anschluss von Bertram akzeptierte Bindung an Helena kein glückliches Ende, sondern allenfalls der Anfang des Versuchs einer Versöhnung und einer neuen Liebesbeziehung.
Verbunden werden die zahlreichen Episoden des Stückes vor allem durch die immer wieder auftauchende Thematik von Ehre und Wert. So wird dieses Thema von dem König ausgiebig in seine große Rede eingebracht (II,iii, 121 ff.). Er und die Gräfin von Roussillon erfüllen das Gebot der Ehre von Anfang an; Bertram ist durch seine Geburt zu einer ehrenvollen Stellung prädestiniert, muss sich diese jedoch durch seine eigenen Verdienste erst noch erwerben. Parolles scheitert mit seinem Versuch, Ehrenhaftigkeit vorzutäuschen, wohingegen Helena die Bedingungen von Ehre und Wert erfüllt.
In jüngeren Interpretationen des Stückes wird verschiedentlich auf eine radikale Hinterfragung der Geschlechterrollen in Shakespeares Stück verwiesen, die vor allem durch Helenas gleichsam männliches Auftreten suggeriert wird. In einer extremen Lesart des Werkes wird Bertram als bloßes Sexualobjekt betrachtet, das Helena aus rein physischen Motiven für sich gewählt hat. Ebenso wird die Figur des Königs von einigen neueren Interpreten als warnendes Beispiel für das Eingreifen eines Monarchen in den Bereich des Privaten und der Erotik gesehen. In einer politisch ausgerichteten Deutung des Stückes wird dagegen die Auseinandersetzung des französischen Königs mit Bertram als eine Spiegelung des zeitgenössischen englischen Konfliktes zwischen der traditionsverbundenen Aristokratie und dem neuen zentralistischen oder in wachsendem Maße absoluten Königtum verstanden. Dieses setzt sich gegen den Adel durch, indem es die soziale Mobilität von unten nach oben fördert, zugleich sich jedoch auf das tradierte Legitimationsmuster des Gottesgnadentums beruft.

## Datierung und Text

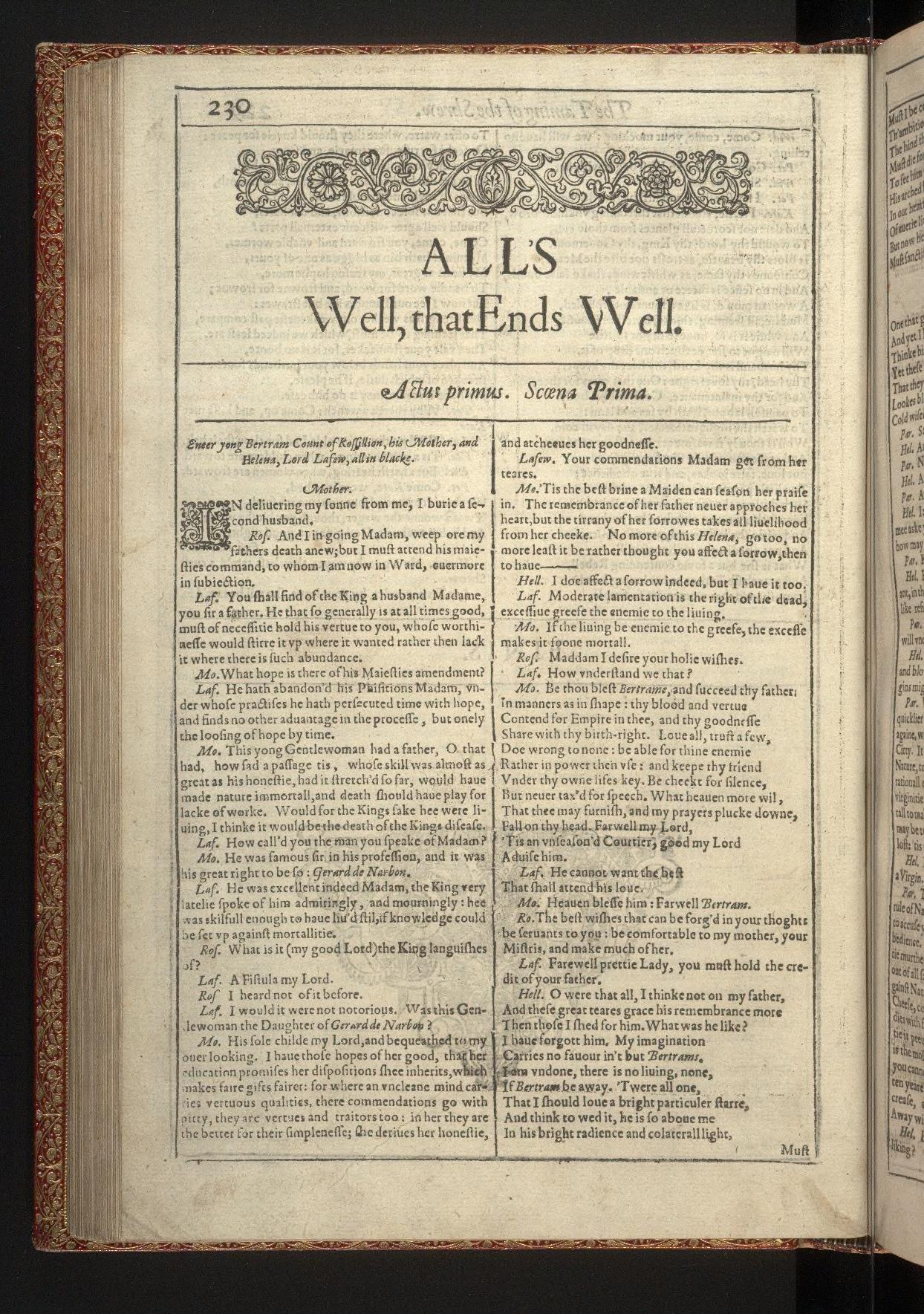
All’s Well That Ends Well – Erste Folioausgabe von 1623

Die Entstehungszeit von All’s Well That Ends Well lässt sich nicht genau bestimmen, da das Stück zu Lebzeiten Shakespeares nicht im Druck erschienen ist und auch keine anderen Indizien oder Belege einer zeitgenössischen Aufführung überliefert sind, die zur Datierung herangezogen werden könnten. Daher kann der ungefähre Entstehungszeitraum nur auf der ungesicherten Grundlage einer stilistischen und strukturellen Verwandtschaft zu anderen, leichter datierbaren Werken eingegrenzt werden. Üblicherweise wird die Entstehung auf den Zeitraum von 1601 bis 1603 angesetzt.
Diese Datierung beruht vor allem auf der Nähe des Stückes in seiner komprimierten, gedanklich stark aufgeladenen Sprache zu den Dramen Measure for Measure und Troilus und Cressida. Gleichermaßen wird in All’s Well That Ends Well die Thematik der Ehre behandelt; zudem findet sich hier ebenso das Motiv des bed-trick und die Figur eines fehlerhaften jungen Helden, der am Ende in einer raffiniert inszenierten großen Gerichtsverhandlung überführt wird. In Measure for Measure werden diese Elemente von Shakespeare allerdings in noch wesentlich komplexerer Form verwendet; daher nimmt man allgemein an, dass All’s Well That Ends Well als Erstes entstanden ist.
Die einzige frühe Textausgabe, die erhalten geblieben ist, ist der Druck in der Folioausgabe von 1623. Dieser Text gilt trotz zahlreicher kleinerer Unklarheiten im Ganzen als zuverlässig. Als Druckvorlage diente vermutlich eine Entwurfsfassung Shakespeares (foul paper oder rough copy) oder eine Abschrift davon, da der Text die für die foul papers charakteristischen Unstimmigkeiten bei den Namen der Nebenfiguren aufweist und die für ein Theatermanuskript (prompt book) typische sorgfältige Redaktion der Bühnenanweisungen fehlt.

## Rezeptionsgeschichte und Werkkritik
Bis heute gehört All’s Well That Ends Well zu den am seltensten gespielten Werken Shakespeares und wird sowohl von der Leserschaft oder den Zuschauern wie auch von den Kritikern immer wieder als problematisches Stück angesehen, obwohl es etwa zeitgleich mit den Großen Tragödien Shakespeares (Hamlet, Othello, König Lear und Macbeth) entstanden ist und nicht an dramatischer, gedanklicher oder sprachlicher Ausdruckskraft mangelt.
Belegt ist nach Shakespeares Lebzeiten eine Wiederaufführung erst im Jahre 1741; im 18. Jahrhundert war das Stück vor allem wegen der Figur des Parolles vergleichsweise populär, wohingegen es im 19. Jahrhundert nur siebzehnmal aufgeführt wurde, davon zwölfmal als Singspiel. Bis zur Mitte des 20. Jahrhunderts wurde das Stück in der Theaterszene und der literarischen Kritik weitgehend ignoriert; gelegentliche Inszenierungen mussten zumeist schon nach wenigen Aufführungen abgebrochen werden.
Auch im deutschsprachigen Raum gehörte Ende gut, alles gut zu den weniger beliebten und eher selten aufgeführten Werken Shakespeares. Erstmals ins Deutsche übersetzt wurde das Stück von Johann Joachim Eschenburg (1775–1782); danach von Johann Heinrich Voß (1818–1829) und Wolf Heinrich Graf Baudissin für die Schlegel-Tieck-Ausgabe von 1826–1833.
Ähnlich wie in anderen Werken Shakespeares läuft in All’s Well That Ends Well eine Handlung ab, die so märchenhaft ist, dass sie außerhalb der Welt des Theaters oder der Literatur kaum als glaubwürdig erscheint. Die Akteure dieser Handlung werden hingegen derart problematisiert und gleichzeitig intellektuell kompliziert, dass sie auf die Zuschauer oder Leser eher als Figuren aus der realen Lebenswelt denn als Märchengestalten wirken. Die entstehenden Spannungen zwischen dem, was die Figuren darstellen, und dem, was mit ihnen im Handlungsverlauf geschieht, wie etwa dass sie am Schluss in dem literarischen Genre der Komödie für glücklich erklärt werden müssen, sind daher in Kauf zu nehmen.
Wird dies trotz gelegentlicher Kritik an der Unglaubwürdigkeit mancher Handlungen von den Rezipienten normalerweise akzeptiert, so funktioniert der Rezeptionsprozess von Ende gut, alles gut nicht in gleicher Weise. Vor allem haben sich die Rezipienten hier an Shakespeares Ausgestaltung der Charaktere von Bertram und Helena gestoßen und der Art und Weise, wie er sie zu dem glücklichen Ausgang führt, den der Titel des Stückes ausdrücklich bereits im Vorfeld ankündigt.
Im Zentrum der Kritik stand zunächst insbesondere die Figur des Bertram, die schon Samuel Johnson trotz seines im Ganzen verhaltenen Lobes für das Stück mit Antipathie und Verachtung betrachtete. Mehrheitlich wird auch in der gegenwärtigen Kritik Johnson negative Sichtweise dieser Figur geteilt, obwohl es in der Zwischenzeit zahlreiche Versuche gegeben hat, Bertrams Verhalten zu rechtfertigen oder zumindest zu erklären. Zwar wird im historischen Kontext der aristokratischen Vorstellungen im elisabethanischen Zeitalter über Ehre und Stand manches an seinem Verhalten verständlicher; dennoch verstößt er immer wieder gegen die Normen und Werte, die im Stück selber als verbindlich dargestellt werden.
Demgegenüber fand die Figur der Helena bei den Rezipienten anfangs großen Gefallen. So bezeichnete beispielsweise der romantische Dichter und Kritiker Samuel Taylor Coleridge Helena als Shakespeare’s loveliest character und der bekannte Schriftsteller und Essayist William Hazlitt sah in ihr great sweetness and delicacy. Während des viktorianischen Zeitalters wandelte sich jedoch diese Einschätzung; nunmehr wurde bemängelt, dass diese Figur keinesfalls den Idealen der Weiblichkeit entspreche. So wurde nicht nur ihre zielstrebige Verfolgung eigener Interessen schon bei der Heilung des Königs beanstandet, sondern vor allem der nächtliche Platztausch mit Diana, da Helena dabei nicht nur einen Betrug begehe, sondern auch als Frau von sich aus sexuell aktiv werde. Selbst modernere Autorinnen wie beispielsweise Katherine Mansfield haben sich von dem durch Helena repräsentierten Frauenbild distanziert und die Verbindung von strenger Tugendhaftigkeit und Unterwerfung unter die Regeln einer frauenfeindlichen Gesellschaft einerseits mit listigem oder gar intrigantem Verhalten zum eigenen Vorteil andererseits kritisiert.
Der berühmte irische Dramatiker und Literaturkritiker George Bernard Shaw schätzte dagegen Shakespeares Stück hoch ein und interpretierte Helena als emanzipierte neue Frau (new woman) im Sinne Ibsens.
In jüngeren englischen und kanadischen Inszenierungen in den 1950er Jahren wurden in erster Linie die farcenhaft-komischen Züge des Werkes betont, während die Royal Shakespeare Company in ihrer Wiederaufführung des Stückes 1989 die politisch-sozialen Aspekte des Stückes stärker in den Vordergrund rückte. Mit diesen Aufführungen in der zweiten Hälfte des 20. Jahrhunderts wurde zunehmend deutlicher, dass sowohl die Haupthandlung um Bertram und Helena als auch die Szenen mit Parolles offenbar ein weitaus größeres dramatisches Potential in sich bergen als zuvor angenommen.
Seitdem ist ein Wandel in der Einschätzung des Dramas nicht nur im englischsprachigen Raum festzustellen. Manche der ehemals als problematisch angesehenen Aspekte des Stückes werden von den Zuschauern und Kritikern heutzutage eher akzeptiert; so gelten inzwischen vor allem gebrochene Figuren oder negativ gezeichnete Protagonisten kaum mehr als problematisch.
In neueren Deutungen des Stückes in den letzten Jahrzehnten wird vor allem darauf verwiesen, dass zentrale Themen und Subtexte dieses Werks der gegenwärtigen Realität näher stehen als die vieler anderer Dramen; herausgestellt werden dabei insbesondere Aspekte des Stückes wie die Unterschiedlichkeit der Privilegien oder Pflichten von Männern und Frauen, die Eigenwelten der beiden Geschlechter mit getrennten Wertvorstellungen oder auch die Zusammenhänge zwischen sozialer Klasse, subjektiven individuellen Werten und gesellschaftlicher Geltung oder Achtung.
Inwiefern eine solche tendenziell sich abzeichnende Aufwertung des Stückes vom problem play zum great play in der jüngeren Kritik tatsächlich gerechtfertigt ist, wird in der zukünftigen literaturwissenschaftlichen und literaturkritischen Auseinandersetzung mit dem Werk noch zu klären sein.

## Textausgaben
Englisch
- Jonathan Bate, Eric Rasmussen (Hrsg.): William Shakespeare: All’s Well That Ends Well. The RSC Shakespeare, MacMillan Publishers, Houndsmills, Basingstoke 2011, ISBN 978-0-230-30092-7.
- Russell A. Fraser (Hrsg.): William Shakespeare: All’s Well That Ends Well. New Cambridge Shakespeare. Cambridge University Press, Cambridge 2003, ISBN 978-0-521-53515-1.
- G. K. Hunter (Hrsg.): William Shakespeare: All’s Well That Ends Well. Arden Second Series. London 1959, ISBN 978-1-903436-23-3.
- Susan Snyder (Hrsg.): William Shakespeare: All’s Well That Ends Well. Oxford’s World Classics. Oxford University Press, Oxford 2008 (1993), ISBN 978-0-19-953712-9.

Deutsch
- Christian A. Gertsch (Hrsg.): William Shakespeare: All’s Well That Ends Well. Englisch-Deutsche Studienausgabe. Stauffenburg Verlag, Tübingen 1988, ISBN 978-3-86057-541-3.
- Frank Günther (Hrsg.): William Shakespeare: Ende gut, alles gut / All’s Well That Ends Well. Bd. 15 der Gesamtausgabe von William Shakespeare in der Neuübersetzung von Frank Günther. Ars vivendi Verlag, Cadolzburg, 1. Auflage 2003, ISBN 978-3-89716-170-2.